# ویچسلاف کوزنتسوف (دوچرخه‌سوار)
ویچسلاف کوزنتسوف (انگلیسی: Vyacheslav Kuznetsov؛ زادهٔ ۲۴ ژوئن ۱۹۸۹) دوچرخه‌سوار اهل روسیه است.
از باشگاه‌هایی که در آن بازی کرده‌است می‌توان به تیم کاتیوشا–آلپتسین، و تیم کاتیوشا–آلپتسین، اشاره کرد.